# Ronde van Italië 1968
| Eindklassement      |                     |              |
| Algemeen klassement | Eddy Merckx         | 108h 42' 27" |
| Tweede              | Vittorio Adorni     | + 5' 01"     |
| Derde               | Felice Gimondi      | + 9' 05"     |
| Vierde              | Italo Zilioli       | + 9' 17"     |
| Vijfde              | Willy Van Neste     | + 10' 43"    |
| Zesde               | Michele Dancelli    | + 12' 33"    |
| Zevende             | Franco Balmamion    | + 15' 43"    |
| Achtste             | Francisco Gabica    | + 16' 59"    |
| Negende             | Franco Bitossi      | + 19' 02"    |
| Tiende              | Julio Jiménez       | + 19' 51"    |
| (Ned)               | Cees Haast (17e)    | + 55' 36"    |
| Rode Lantaarn       | Giuseppe Poli (90e) | + 3h 43' 58" |
| Puntenklassement    | Eddy Merckx         | 198 punten   |
| Tweede              | Franco Bitossi      | 138 punten   |
| Derde               | Michele Dancelli    | 134 punten   |
| Bergklassement      | Eddy Merckx         | 340 punten   |
| Tweede              | Julio Jiménez       | 180 punten   |
| Derde               | Giancarlo Polidori  | 140 punten   |
| Ploegenklassement   | Faema               | ?            |
| Tweede              | ?                   | ?            |
| Derde               | ?                   | ?            |

In 1968 ging de 51e Giro d'Italia op 20 mei van start in Campione d'Italia. Hij eindigde op 12 juni in Napels. Er stonden 130 renners verdeeld over 13 ploegen aan de start. Hij werd gewonnen door Eddy Merckx.

Aantal ritten: 22

Totale afstand: 3919.7 km

Gemiddelde snelheid: 36.057 km/h

Aantal ploegen: 13

Aantal deelnemers: 130

Aantal geclassificeerde finishers: 90

## Belgische en Nederlandse prestaties
In totaal namen er 17 Belgen en 2 Nederlanders deel aan de Giro van 1968.

### Belgische etappezeges
- Eddy Merckx won de 1e etappe van Campione d'Italia naar Novara, de 8e etappe van San Giorgio Piacentino naar Brescia, etappe 12 van Gorizia naar de Drei Zinnen, het puntenklassement, het bergklassement en het eindklassement.
- Guido Reybrouck won de 3e etappe van Saint-Vincent-d'Aoste naar Alba, de 11e etappe van Bassano del Grappa naar Triëst en de 22e etappe van Chieti naar Napels.
- Ward Sels won de 4e etappe van Alba naar San Remo.

### Nederlandse etappezeges
- In 1968 was er geen Nederlandse etappezege.

## Etappe uitslagen
| Datum                  | Etappe    | Parcours                            | Afstand | Eerste                       | Tweede                     | Derde                        | Klassementsleider      |
| ---------------------- | --------- | ----------------------------------- | ------- | ---------------------------- | -------------------------- | ---------------------------- | ---------------------- |
| 20 mei                 | proloog   | Campione d'Italia                   | 5.7 km  | Charly Grosskost (Fra)       | Franco Bitossi (Ita)       | Michele Dancelli (Ita)       | Charly Grosskost (Fra) |
| 21 mei                 | etappe 1  | Campione d'Italia - Novara          | 129 km  | Eddy Merckx (Bel)            | Marino Basso (Ita)         | Guido Reybrouck (Bel)        | Eddy Merckx (Bel)      |
| 22 mei                 | etappe 2  | Novara - Saint-Vincent-d'Aoste      | 189 km  | Gianni Motta (Ita)           | Eddy Merckx (Bel)          | Rolf Maurer (Zwi)            | Eddy Merckx (Bel)      |
| 23 mei                 | etappe 3  | Saint-Vincent-d'Aoste - Alba        | 168 km  | Guido Reybrouck (Bel)        | Marino Basso (Ita)         | Michele Dancelli (Ita)       | Michele Dancelli (Ita) |
| 24 mei                 | etappe 4  | Alba - San Remo                     | 162 km  | Ward Sels (Bel)              | Guido Reybrouck (Bel)      | Marino Basso (Ita)           | Michele Dancelli (Ita) |
| 25 mei                 | etappe 5  | San Remo - San Remo                 | 137 km  | Italo Zilioli (Ita)          | Eddy Merckx (Bel)          | Vittorio Adorni (Ita)        | Michele Dancelli (Ita) |
| 26 mei                 | etappe 6  | San Remo - Alessandria              | 223 km  | José Antonio Momeñe (Spa)    | Charly Grosskost (Fra)     | Frans Brands (Bel)           | Michele Dancelli (Ita) |
| 27 mei                 | etappe 7  | Alessandria - Piacenza              | 170 km  | Guerrino Tosello (Ita)       | Adriano Durante (Ita)      | Lorenzo Carminati (Ita)      | Michele Dancelli (Ita) |
| 28 mei                 | etappe 8  | San Giorgio Piacentino - Brescia    | 225 km  | Eddy Merckx (Bel)            | Vittorio Adorni (Ita)      | Michele Dancelli (Ita)       | Michele Dancelli (Ita) |
| 29 mei                 | etappe 9  | Brescia - Lido di Caldonazzo        | 210 km  | Julio Jiménez (Spa)          | Michele Dancelli (Ita)     | Felice Gimondi (Ita)         | Michele Dancelli (Ita) |
| 30 mei                 | etappe 10 | Trente - Monte Grappa               | 136 km  | Emilio Casalini (Ita)        | Eddy Merckx (Bel)          | Francisco Gabica (Ita)       | Michele Dancelli (Ita) |
| 31 mei                 | etappe 11 | Bassano del Grappa - Triëst         | 197 km  | Guido Reybrouck (Bel)        | Ward Sels (Bel)            | Georges Vandenberghe (Bel)   | Michele Dancelli (Ita) |
| 1 juni                 | etappe 12 | Gorizia - Drei Zinnen               | 213 km  | Eddy Merckx (Bel)            | Giancarlo Polidori (Ita)   | Vittorio Adorni (Ita)        | Eddy Merckx (Bel)      |
| 2 juni                 | etappe 13 | Cortina d'Ampezzo - Vittorio Veneto | 163 km  | Lino Farisato (Ita)          | Rudi Altig (BRD)           | Willy Planckaert (Bel)       | Eddy Merckx (Bel)      |
| 3 juni                 | etappe 14 | Vittorio Veneto - Marina Romea      | 194 km  | Luigi Sgarbozza (Ita)        | Wilfried Peffgen (BRD)     | Giovanni De Franceschi (Ita) | Eddy Merckx (Bel)      |
| 4 juni                 | etappe 15 | Ravenna - Imola                     | 141 km  | Marino Basso (Ita)           | Franco Bitossi (Ita)       | Rolf Maurer (Zwi)            | Eddy Merckx (Bel)      |
| 5 juni was een rustdag |           |                                     |         |                              |                            |                              |                        |
| 6 juni                 | etappe 16 | Cesenatico - San Marino (tijdrit)   | 51 km   | Felice Gimondi (Ita)         | Eddy Merckx (Bel)          | Ole Ritter (Den)             | Eddy Merckx (Bel)      |
| 7 juni                 | etappe 17 | San Marino - Foligno                | 196 km  | Franco Bitossi (Ita)         | Ward Sels (Bel)            | Gines Garcia (Spa)           | Eddy Merckx (Bel)      |
| 8 juni                 | etappe 18 | Foligno - Abbadia San Salvatore     | 181 km  | Julio Jiménez (Spa)          | Mariano Diaz (Spa)         | Flaviano Vicentini (Ita)     | Eddy Merckx (Bel)      |
| 9 juni                 | etappe 19 | Abbadia San Salvatore - Rome        | 181 km  | Luciano Dalla Bona (Ita)     | Luis Ocaña (Spa)           | Giuseppe Milioli (Ita)       | Eddy Merckx (Bel)      |
| 10 juni                | etappe 20 | Rome - Rocca di Cambio              | 215 km  | Luis Pedro Santamarina (Spa) | Franco Bitossi (Ita)       | Vito Taccone (Ita)           | Eddy Merckx (Bel)      |
| 11 juni                | etappe 21 | Rocca di Cambio - Blockhaus         | 198 km  | Franco Bodrero (Ita)         | Franco Bitossi (Ita)       | Silvano Schiavon (Ita)       | Eddy Merckx (Bel)      |
| 12 juni                | etappe 22 | Chieti - Napels                     | 235 km  | Guido Reybrouck (Bel)        | Georges Vandenberghe (Bel) | Vincenzo Mantovani (Ita)     | Eddy Merckx (Bel)      |

## Trivia
- Voor het eerst in de geschiedenis van de Ronde van Italië werd er gecontroleerd op stimulerende middelen, negen renners testten positief. Twee renners, Franco Balmamion en Felice Gimondi  zijn uiteindelijk na de ronde vrijgesproken.
- Eerste keer dat er een proloog als openingsrit was
- de startdatum werd veranderd van 18 mei naar 20 mei vanwege nationale verkiezingen in Italië.

 winnaars · 
roze trui · 
  puntenklassement · 
  bergklassement · 
 jongerenklassement · 
 intergiro · 
 ploegenklassement · 
 strijdlust · 
 zwarte trui
Giro d'Italia Next Gen · Giro Donne · Cima Coppi
 Belgische rozetruidragers · etappewinnaars
 Nederlandse rozetruidragers · etappewinnaars
Mannen:
1909 · 
1910 · 
1911 · 
1912 · 
1913 · 
1914 · 
1919 · 
1920 · 
1921 · 
1922 · 
1923 · 
1924 · 
1925 · 
1926 · 
1927 · 
1928 · 
1929 · 
1930 · 
1931 · 
1932 · 
1933 · 
1934 · 
1935 · 
1936 · 
1937 · 
1938 · 
1939 · 
1940 · 
1946 · 
1947 · 
1948 · 
1949 · 
1950 · 
1951 · 
1952 · 
1953 · 
1954 · 
1955 · 
1956 · 
1957 · 
1958 · 
1959 · 
1960 · 
1961 · 
1962 · 
1963 · 
1964 · 
1965 · 
1966 · 
1967 · 
1968 · 
1969 · 
1970 · 
1971 · 
1972 · 
1973 · 
1974 · 
1975 · 
1976 · 
1977 · 
1978 · 
1979 · 
1980 · 
1981 · 
1982 · 
1983 · 
1984 · 
1985 · 
1986 · 
1987 · 
1988 · 
1989 · 
1990 · 
1991 · 
1992 · 
1993 · 
1994 · 
1995 · 
1996 · 
1997 · 
1998 · 
1999 · 
2000 · 
2001 · 
2002 · 
2003 · 
2004 · 
2005 · 
2006 · 
2007 · 
2008 · 
2009 · 
2010 · 
2011 · 
2012 · 
2013 · 
2014 · 
2015 · 
2016 · 
2017 · 
2018 · 
2019 · 
2020 · 
2021 · 
2022 · 
2023 · 
2024 · 
2025
Vrouwen:
1988 · 
1989 · 
1990 · 
1991 ·
1992 ·
1993 · 
1994 · 
1995 · 
1996 · 
1997 · 
1998 · 
1999 · 
2000 · 
2001 · 
2002 · 
2003 · 
2004 · 
2005 · 
2006 · 
2007 · 
2008 · 
2009 · 
2010 · 
2011 · 
2012 ·
2013 · 
2014 ·
2015 ·
2016 ·
2017 ·
2018 ·
2019 ·
2020 ·
2021 ·
2022 ·
2023 ·
2024 ·
2025